# ジパルミトイルホスファチジルコリン
ジパルミトイルホスファチジルコリン（英: Dipalmitoylphosphatidylcholine, DpPC）とは、リン脂質の1つであるホスファチジルコリンの中で、パルミチン酸を2つエステル結合しているもののことである。界面活性剤としての作用を持ち、II型肺胞上皮細胞によって産生され分泌される肺胞サーファクタントの主成分の1つである。リポソーム、脂質二重層および生体膜の研究に使われている。